# Сейненське повстання

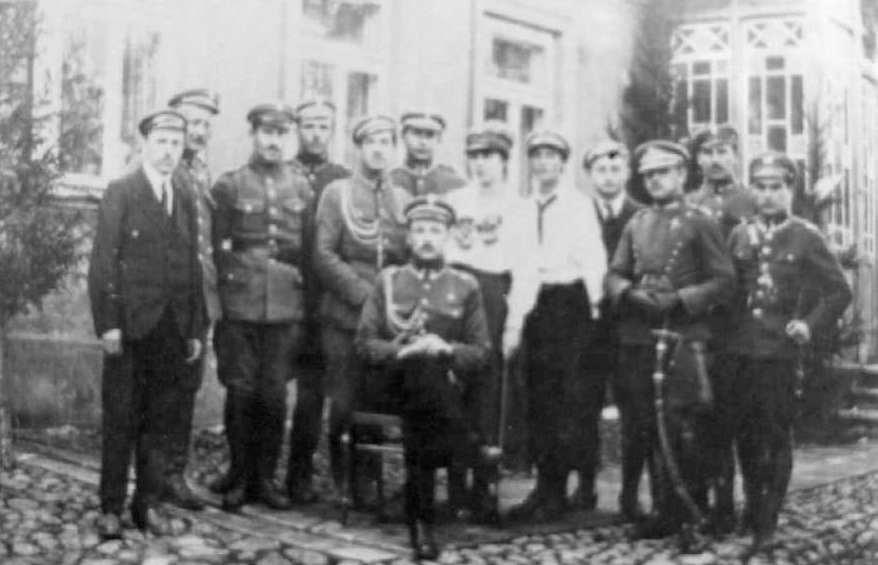
Адам Рудницький, лідер Сейненського повстання з товаришами

Сейненське повстання — польське повстання проти литовської адміністрації на Сейненщині, що відбулося 23-28 серпня 1919 р.
Керівник сувальського округу ПОВ Адам Рудницький у питанні туриторіальної належності м. Сейни (між Литвою та Польщею) вирішив використати силу.
Повстання розпочалося в ночі з 22 на 23 серпня 1919 р. Одночасно рота підхорунжого Ланкевича ударила на Краснополь. Використавши несподіваність поляки вибили з міста литовців. Тако ж були зайняті міста Копчово, Вейшеє та Лаздияй на литовському боці лінії Фоша. Таким чином значна частина Сувальщини опинилася під контролем ПОВ.
Литовці посилив свої сили в районі Калварії та Ложджейова і 26 серпня повернулися до демаркаційної ліні та зайняли м. Сейни. Але поляки того ж дня знову відбили місто.
Після цього до міста надійшов полк регулярних польських військ, який зайняв фронт оборони, а повстанці були включені до його лав.
До 9 вересня лінія Фоха була зайнята регулярними військами і бої припинилися.
Передчасний вибух повстання привів до зриву плану державного перевороту в Литві та заміни уряду Миколаса Слежевічуса більш пропольським урядом.